# Vitamin-E-Mangel-Ataxie
Die Vitamin-E-Mangel-Ataxie ist eine seltene angeborene neurodegenerative Erkrankung mit einer Kombination von Ataxie und Vitamin-E-Mangel.
Synonyme sind: Isolierter familiärer Vitamin-E-Mangel; AVED, englisch Familial Isolated Vitamin E Deficiency
Die Erstbeschreibung erfolgte im Jahre 1985 durch den Neurologen A. E. Harding und Mitarbeiter.

## Verbreitung
Die Häufigkeit wird mit 1–9 / 1.000.000 angegeben, die Vererbung erfolgt autosomal-rezessiv. Die AVED ist die zweithäufigste erbliche zerebelläre Ataxie in Nordafrika.

## Ursache
Der Erkrankung liegen Mutationen im TTPA-Gen auf  Chromosom 8 Genort Genort q12.3 zugrunde, welches für das Alpha-Tocopherol-Transferprotein kodiert.
Bislang wurden verschiedene Mutationen festgestellt, bei der milden und spät beginnenden Form die Mutation p.His101Gln, bei der schwereren und früher einsetzenden Erkrankung die Mutation c.744delA.

## Klinische Erscheinungen
Klinische Kriterien sind:
- Manifestation zwischen dem 5. und 20. Lebensjahr bei der schwereren Form, bei der leichteren Form erst nach dem 30. Lebensjahr
- fortschreitende Spinozerebelläre Ataxie mit Dysdiadochokinese, Dysarthrie und Gangunsicherheit
- Verlust der Propriozeption bis zur Areflexie
- deutlicher Mangel an Vitamin E
- eventuell auch Retinitis pigmentosa

## Diagnose
Die Diagnose beruht auf den Befunden der Klinischen Untersuchung, der Bestimmung des Vitamin-E-Spiegels im Blutplasma bei normalen Lipid- und Lipoprotein-Werten. Die Diagnose kann durch humangenetische Untersuchung gesichert werden.
Eine Pränataldiagnostik ist bei bekannter Mutation möglich.

## Differentialdiagnose
Abzugrenzen sind:
- Friedreich-Ataxie
- SANDO-Syndrom
- Abetalipoproteinämie
- Refsum-Syndrom
- Ataxia teleangiectatica
- Charlevoix-Saguenay-Syndrom

## Therapie
Die Behandlung besteht in einer hochdosierten Vitamin-E-Gabe.

## Heilungsaussicht
Die Prognose ist auch unter Therapie ungünstig und führt meist bereits in jungen Jahren zur Rollstuhlpflichtigkeit.